# خوسيه نوي ميلجار
خوسيه نوي ميلجار (بالإسبانية: José Noé Melgar)‏ (3 أغسطس 1985 بلا يونيون في السلفادور - ) هو لاعب كرة قدم سلفادوري في مركزي قلب الدفاع والدفاع. لعب مع C.D. Vista Hermosa ‏ وAtlético Balboa ‏ وC.D. Dragón ‏.